# Emmanuel Hendrickx
Emmanuel Hendrickx (Ukkel, 10 februari 1940 – 20 mei 2024) was een Belgisch politicus voor de MR.

## Levensloop
Emmanuel Hendrickx was van 1978 tot 1982 schepen van Eigenbrakel, waar hij vervolgens van 1983 tot 2000 burgemeester was. In 2000 volgde hij Valmy Féaux op als gouverneur van Waals-Brabant. Marie-José Laloy volgde hem in 2007 op. Hierna werd Hendrickx gedeputeerde van Waals-Brabant.
Hendrickx overleed op 20 mei 2024 op 84-jarige leeftijd.